# Limoug Lihog
Limoug Lihog est un village du Cameroun, situé dans la région du Centre et le département du Nyong-et-Kéllé. Il est rattaché à la commune d'Éséka. 

## Géographie
La localité est arrosée par la Mouanda.

## Population
En 1963-1964, la population de Limoug Lihog était de 299 habitants, principalement des Bassa. 
Lors du recensement de 2005, on y a dénombré 236 personnes.   

## Infrastructures
La localité est dotée d'un marché mensuel (1963).